# هولونبوير
هولونبوير (بالصينية: 呼伦贝尔市 )‏ هي مدينة على مستوى محافظة، في جمهورية الصين الشعبية، تتبع منغوليا الداخلية، تبلغ مساحتها 263,953 كيلومتر مربع، رمزها البريدي هو 021000.

## مدن توأم
المدن التوأم:
- كيكيهار.

## التقسيمات الإدارية
- Hailar District [الإنجليزية]‏
- Arun Banner [الإنجليزية]‏
- Morin Dawa Daur Autonomous Banner [الإنجليزية]‏
- Oroqen Autonomous Banner [الإنجليزية]‏
- Ewenki Autonomous Banner [الإنجليزية]‏
- Old Barag Banner [الإنجليزية]‏
- New Barag Left Banner [الإنجليزية]‏
- New Barag Right Banner [الإنجليزية]‏
- Manzhouli [الإنجليزية]‏
- ياكيشي
- زالانتون
- Ergun City [الإنجليزية]‏
- Genhe [الإنجليزية]‏
- Jalainur District [الإنجليزية]‏.